# Luz do dia

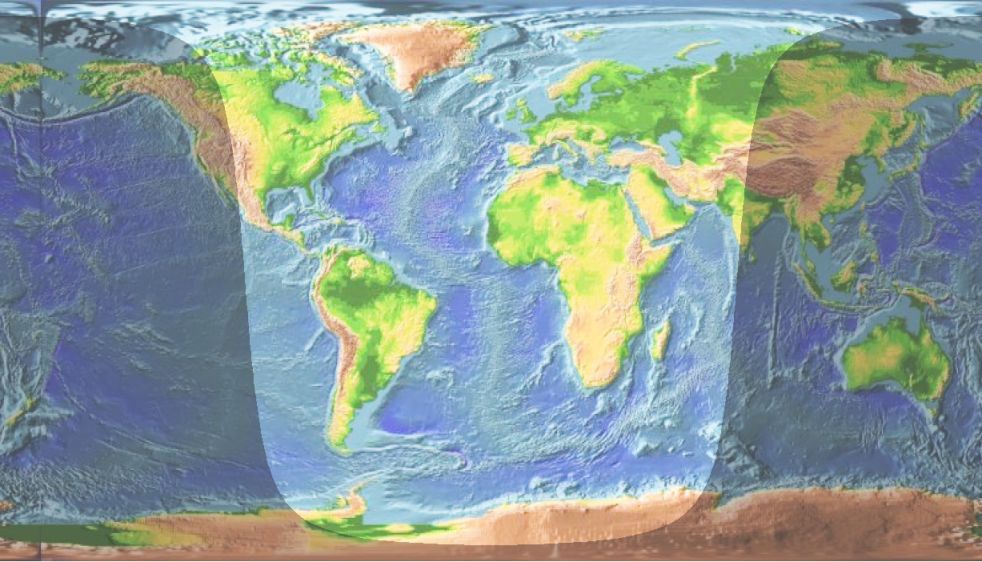
Mapa mundial mostrando a luz do dia ao redor das 13:00 UTC, em 2 de abril.

Luz do dia é uma combinação de toda a luz solar direta e indireta durante o dia. Isto inclui a luz solar direta, radiação difusa do céu, e (frequentemente) ambos refletidos desde a Terra e os objetos terrestres. A luz solar dispersada ou refletida por objetos no espaço exterior (em outras palavras, mais além da atmosfera da Terra) não é considerada geralmente como luz do dia. Deste modo, a luz da Lua não é considerada luz do dia, ainda que sendo "luz solar indireta". Dia é (na linguagem cotidiana) o período durante o dia em que a luz do dia está presente.